# George Fownes
George Fownes, né à Londres le 14 mai 1815 et mort à Brompton le 31 janvier 1849, est un chimiste britannique.

## Biographie
Il travaille d'abord au laboratoire de Liebig à Giessen avant de revenir en Angleterre et de devenir préparateur du cours de chimie de Thomas Graham. 
Professeur de chimie à l'hôpital de Charing Cross, à celui de Middlesex puis, en 1842 à la Chemical Society et à la Société de pharmacie, il obtient en 1943 le prix Acton pour son mémoire La Chimie démontrant la sagesse et la bonté divine. 
Membre de la Royal Society (1845), on lui doit un Manuel de chimie (1844) et de nombreuses études publiées dans les Transactions de la Société royale, le Philosophical Magazine, les Annalen der chim und pharm où il traite de l'existence de l'acide phosphorique dans les roches d'origine ignée, de la formation du Benzoline et de la richesse alcooliques des esprits de diverses densités. 
Il gagne aussi une médaille d'or grâce à son mémoire sur L'Huile de son dont il tira des corps nouveaux dont la furfurine.